# Бривији
Бривији (фр. Brusvily) је насељено место у Француској у региону Бретања, у департману Приморје.
По подацима из 2011. године у општини је живело 1101 становника, а густина насељености је износила 93,07 становника/km².

## Демографија
| 1962. | 1968. | 1975. | 1982. | 1990. | 2011. |
| ----- | ----- | ----- | ----- | ----- | ----- |
| 635   | 658   | 677   | 711   | 794   | 1.101 |